# Paracaroides pratti
Paracaroides pratti är en fjärilsart som beskrevs av Sir George Hamilton Kenrick 1917. Paracaroides pratti ingår i släktet Paracaroides och familjen nattflyn. Inga underarter finns listade i Catalogue of Life.